# Sedum furfuraceum
Sedum furfuraceum är en fetbladsväxtart som beskrevs av Reid Venable Moran. Sedum furfuraceum ingår i Fetknoppssläktet som ingår i familjen fetbladsväxter. Inga underarter finns listade i Catalogue of Life.

## Bildgalleri

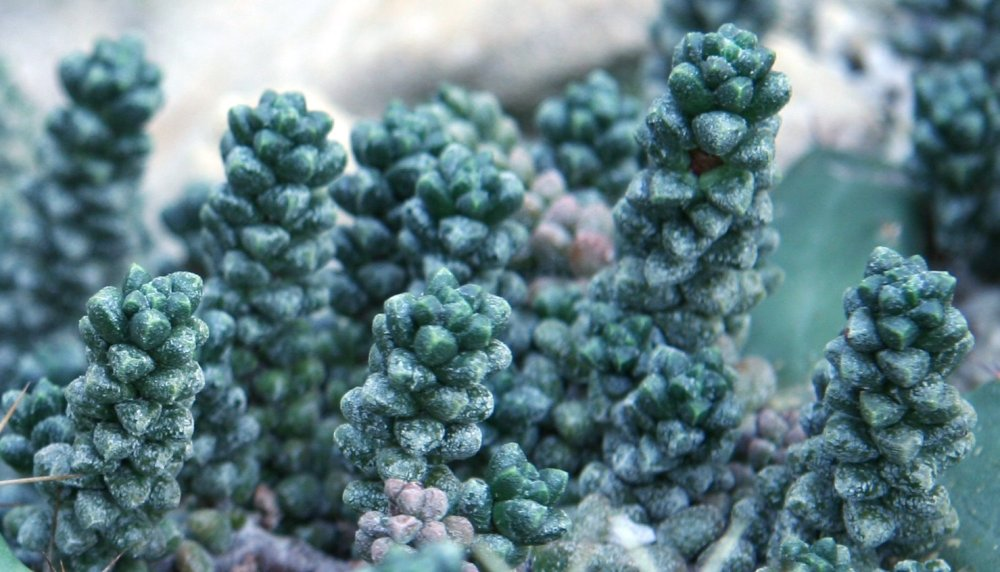